# كين غرانت
كين غرانت (بالإنجليزية: Ken Grant)‏ هو مصور بريطاني، ولد في 5 يونيو 1967 في ليفربول في المملكة المتحدة.